# 皮里薩雷鄉

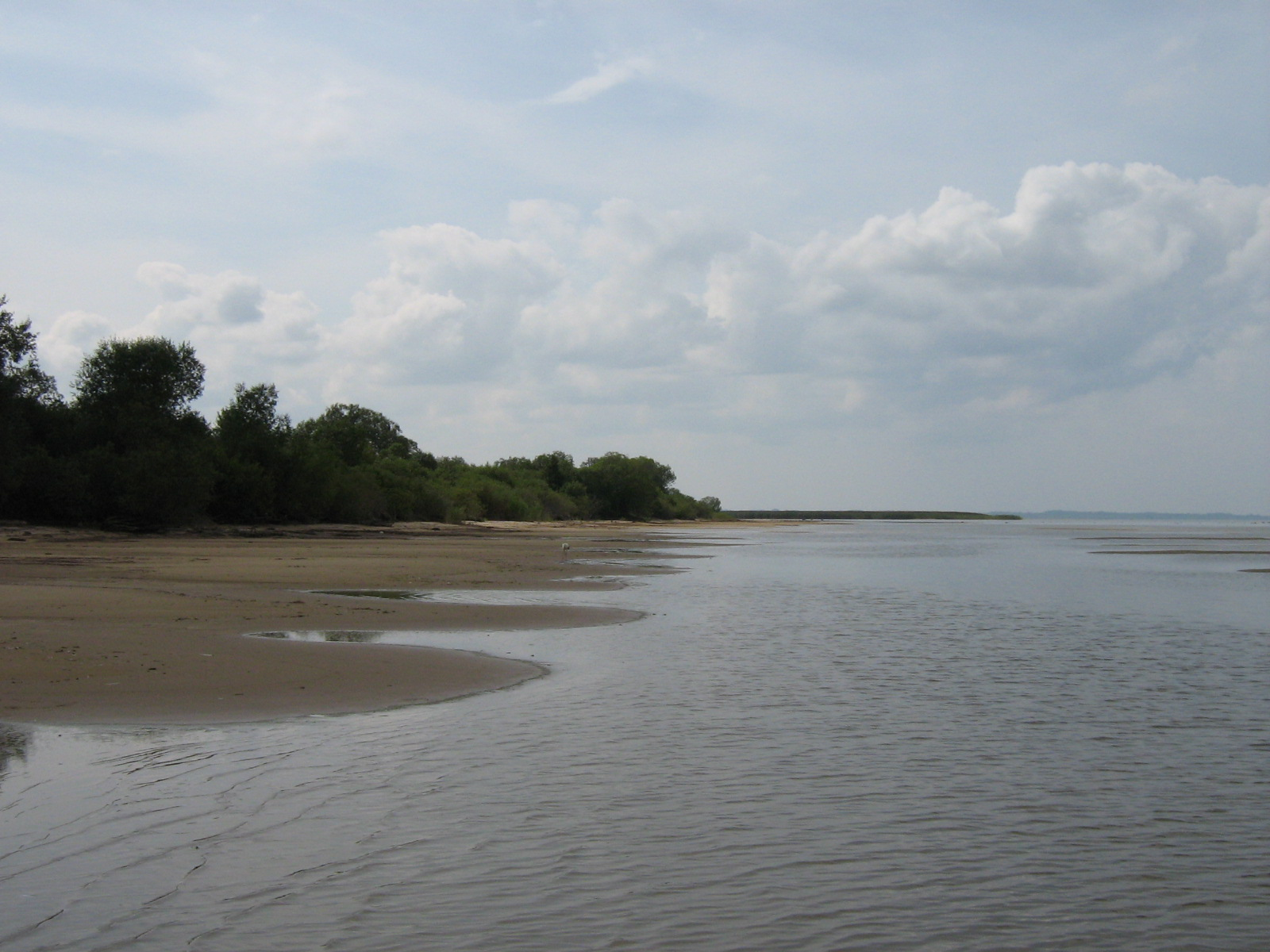
沙滩

皮里薩雷鄉，曾是愛沙尼亞塔爾圖縣的一個鄉村型市镇，位於該國東南部，行政中心設於托尼，面積8平方公里，2012年人口67，人口密度每平方公里9人。
2017年爱沙尼亚行政改革后，皮里薩雷市镇和其他市镇一起合并为新的塔尔图市镇。
58°22′23″N 27°31′24″E / 58.37306°N 27.52333°E